# Plukenetia conophora
Plukenetia conophora är en törelväxtart som beskrevs av Johannes Müller Argoviensis. Plukenetia conophora ingår i släktet Plukenetia och familjen törelväxter. Inga underarter finns listade i Catalogue of Life.